# Fresney
Fresney ist eine französische Gemeinde mit 318 Einwohnern (Stand: 1. Januar 2022) im Département Eure in der Region Normandie. Sie gehört zum Arrondissement Évreux und zum Kanton Saint-André-de-l’Eure. Die Einwohner werden Fresneyais und Fresneyaises genannt.

## Geografie
Fresney liegt etwa zwölf Kilometer südöstlich von Évreux. Umgeben wird Fresney von den Nachbargemeinden Saint-Germain-de-Fresney im Norden und Nordwesten, Le Cormier im Norden, Boisset-les-Prévanches im Norden und Nordosten, Bretagnolles im Osten, Foucrainville im Süden sowie La Baronnie im Westen und Südwesten.

## Einwohner
| Jahr      | 1962 | 1968 | 1975 | 1982 | 1990 | 1999 | 2006 | 2017 |
| --------- | ---- | ---- | ---- | ---- | ---- | ---- | ---- | ---- |
| Einwohner | 200  | 159  | 146  | 179  | 212  | 207  | 243  | 346  |

## Sehenswürdigkeiten

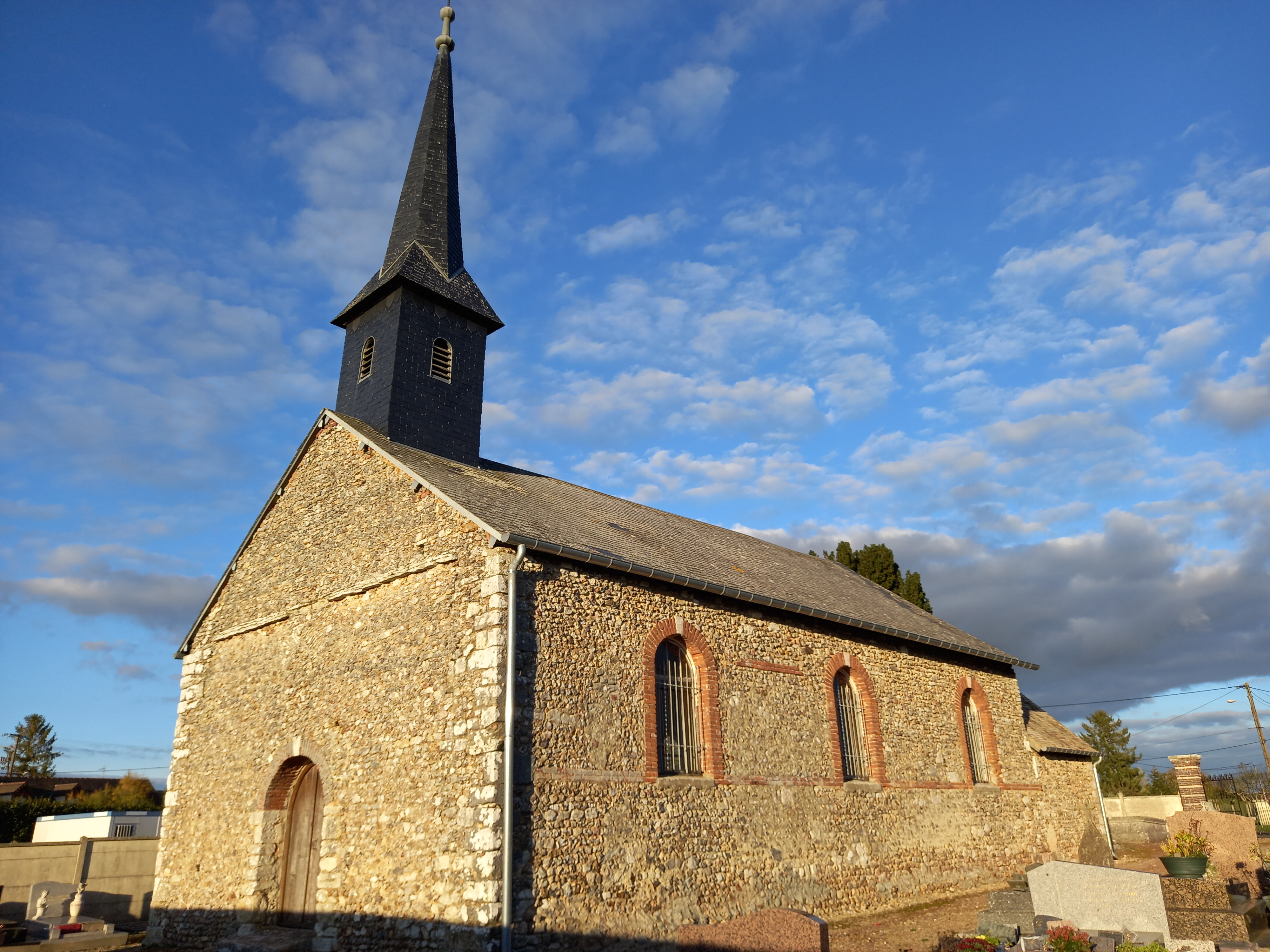
Kirche Saint-Pierre

- Kirche Saint-Pierre